# Bera jezik
Bera jezik (ISO 639-3: brf; kibira, plains bira) nigersko-kongoanski jezik kojim govori oko 120 000 ljudi (1992 SIL) u DR Kongoanskoj provinciji Orientale, u distriktu Ituri. Bera pripada centralnioj bantu skupini u zoni D, i s još 13 drugih jezika podskupini bira-huku (D.30) (14).
Leksički mu je najbliži jezik amba [rwm]. Piše se latiničnim pismom.

## Vanjske poveznice
- Ethnologue (14th)
- Ethnologue (15th)